# Valió la Pena
Valió la Pena é o sexto álbum espanhol e o oitavo álbum de estúdio de Marc Anthony. Foi produzido por Sergio George. O álbum contém sete músicas do álbum Amar Sin Mentiras, em um arranjo de salsa e acrescenta o clássico "Lamento Borincano" de Rafael Hernández. 

## Faixas
1. Valió la Pena
2. Escapémonos (Part. Jennifer Lopez)
3. Ahora Quien
4. Tu Amor Me Hace Bien
5. Volando Entre Tus Brazos
6. Amigo
7. Se Esfuma Tu Amor
8. Lamento Borincano

## Recepção comercial
Assim como no seu trabalho anterior, Valió la Pena também alcançou o primeiro lugar no Top Latin Albums da Billboard. E foi premiado como Melhor Álbum de Salsa no Grammy Latino de 2005 e "Álbum Tropical do Ano" no Premio Lo Nuestro de 2005.

## Vendas e certificações
| Região                | Certificação       | Vendas  |
| --------------------- | ------------------ | ------- |
| Espanha (Promusicae)  | Ouro               | 50.000  |
| Estados Unidos (RIAA) | 2× Platina (Latin) | 200.000 |